# Campeonato Europeu de Patinação Artística no Gelo de 1965
O Campeonato Europeu de Patinação Artística no Gelo de 1965 foi a quinquagésima sétima edição do Campeonato Europeu de Patinação Artística no Gelo, um evento anual de patinação artística no gelo organizado pela União Internacional de Patinação (em inglês:  International Skating Union) onde os patinadores artísticos competem pelo título de campeão europeu. A competição foi disputada entre os dias 11 de fevereiro e 15 de fevereiro, na cidade de Moscou, União Soviética.

## Eventos
- Individual masculino
- Individual feminino
- Duplas
- Dança no gelo

## Medalhistas
| Evento                        | Ouro                                                   | Prata                                              | Bronze                                             |
| Individual masculino detalhes | Emmerich Danzer · Áustria                              | Alain Calmat · França                              | Peter Jonas · Áustria                              |
| Individual feminino detalhes  | Regine Heitzer · Áustria                               | Sally-Anne Stapleford · Reino Unido                | Nicole Hassler · França                            |
| Duplas detalhes               | Liudmila Belousova · Oleg Protopopov · União Soviética | Gerda Johner · Rüdi Johner · Suíça                 | Tatiana Zhuk · Alexander Gorelik · União Soviética |
| Dança no gelo detalhes        | Eva Romanová · Pavel Roman · Tchecoslováquia           | Janet Sawbridge · David Hickinbottom · Reino Unido | Yvonne Suddick · Roger Kennerson · Reino Unido     |

## Resultados

### Individual masculino
| Pos.              | Nome                | Nacionalidade      |
| ----------------- | ------------------- | ------------------ |
| Medalha de ouro   | Emmerich Danzer     | Áustria            |
| Medalha de prata  | Alain Calmat        | França             |
| Medalha de bronze | Peter Jonas         | Áustria            |
| 4                 | Sepp Schönmetzler   | Alemanha Ocidental |
| 5                 | Wolfgang Schwarz    | Áustria            |
| 6                 | Robert Dureville    | França             |
| 7                 | Peter Krick         | Alemanha Ocidental |
| 8                 | Ondrej Nepela       | Tchecoslováquia    |
| 9                 | Philippe Pélissier  | França             |
| 10                | Sergei Chetverukhin | União Soviética    |
| 11                | Giordano Abbondati  | Itália             |
| 12                | Günter Zöller       | Alemanha Oriental  |
| 13                | Marian Filc         | Tchecoslováquia    |
| 14                | Jenő Ébert          | Hungria            |
| 15                | Hywel Evans         | Reino Unido        |
| 16                | Hansjörg Studer     | Suíça              |

### Individual feminino
| Pos.              | Nome                  | Nacionalidade      |
| ----------------- | --------------------- | ------------------ |
| Medalha de ouro   | Regine Heitzer        | Áustria            |
| Medalha de prata  | Sally-Anne Stapleford | Reino Unido        |
| Medalha de bronze | Nicole Hassler        | França             |
| 4                 | Helli Sengstschmid    | Áustria            |
| 5                 | Gabriele Seyfert      | Alemanha Oriental  |
| 6                 | Diana Clifton-Peach   | Reino Unido        |
| 7                 | Hana Mašková          | Tchecoslováquia    |
| 8                 | Jana Mrázková         | Tchecoslováquia    |
| 9                 | Astrid Czermak        | Áustria            |
| 10                | Angelika Wagner       | Alemanha Ocidental |
| 11                | Uschi Keszler         | Alemanha Ocidental |
| 12                | Zsuzsa Szentmiklóssy  | Hungria            |
| 13                | Sandra Brugnera       | Itália             |
| 14                | Tamara Bratus         | União Soviética    |
| 15                | Pia Zurcher           | Suíça              |
| 16                | Karin Dehle           | Noruega            |
| 17                | Britt Elfving         | Suécia             |
| 18                | Denise Neanne         | França             |
| 19                | Marianne Baek         | Países Baixos      |
| 20                | Pia Vingisaar         | Finlândia          |

### Duplas
| Pos.              | Nome                                   | Nacionalidade      |
| ----------------- | -------------------------------------- | ------------------ |
| Medalha de ouro   | Liudmila Belousova / Oleg Protopopov   | União Soviética    |
| Medalha de prata  | Gerda Johner / Rüdi Johner             | Suíça              |
| Medalha de bronze | Tatiana Zhuk / Alexander Gorelik       | União Soviética    |
| 4                 | Sonja Pfersdorf / Gunter Matzdorf      | Alemanha Ocidental |
| 5                 | Irene Müller / Hans-Georg Dallmer      | Alemanha Oriental  |
| 6                 | Tatiana Tarasova / Georgi Proskurin    | União Soviética    |
| 7                 | Margot Glockshuber / Wolfgang Danne    | Alemanha Ocidental |
| 8                 | Agnesa Wlachovska / Peter Bartosiewicz | Tchecoslováquia    |
| 9                 | Gerlinde Schönbauer / Wilhelm Bietak   | Áustria            |
| 10                | Mária Csordás / László Kondi           | Hungria            |
| 11                | Gudrun Hauss / Walter Häfner           | Alemanha Ocidental |
| 12                | Monique Mathys / Yves Aellig           | Suíça              |
| 13                | Vera Stehlikova / Karel Fajfr          | Tchecoslováquia    |
| 14                | Ingeborg Strell / Fery Dedovich        | Áustria            |
| 15                | Renate Rößler / Klaus Wasserfuhr       | Alemanha Oriental  |
| 16                | Glenis Parry / John Bayman             | Reino Unido        |
| 17                | Anna-Maja Rissanen / Ilka Varhee       | Finlândia          |

### Dança no gelo
| Pos.              | Nome                                   | Nacionalidade      |
| ----------------- | -------------------------------------- | ------------------ |
| Medalha de ouro   | Eva Romanová / Pavel Roman             | Tchecoslováquia    |
| Medalha de prata  | Janet Sawbridge / David Hickinbottom   | Reino Unido        |
| Medalha de bronze | Yvonne Suddick / Roger Kennerson       | Reino Unido        |
| 4                 | Diane Towler / Bernard Ford            | Reino Unido        |
| 5                 | György Korda / Pal Vásárhelyi          | Hungria            |
| 6                 | Gabriele Rauch / Rudi Matysik          | Alemanha Ocidental |
| 7                 | Jitka Babická / Jaromír Holan          | Tchecoslováquia    |
| 8                 | Brigitte Martin / Francis Gamichon     | França             |
| 9                 | Jutta Peters / Wolfgang Kunz           | Alemanha Ocidental |
| 10                | Christel Trebesiner / Gerald Felsinger | Áustria            |
| 11                | Annerose Baier / Eberhard Rüger        | Alemanha Oriental  |
| 12                | Edit Mató / Karoly Csanády             | Hungria            |
| 13                | Nadezhda Velle / Alexander Treshchev   | União Soviética    |
| 14                | Ludmila Kotkova / Vaclav Kotek         | Tchecoslováquia    |
| 15                | Heide Mezger / Herbert Rothkappel      | Áustria            |

## Quadro de medalhas
| Ordem | País            | Medalha de ouro | Medalha de prata | Medalha de bronze |    | Ordem por total |
| ----- | --------------- | --------------- | ---------------- | ----------------- | -- | --------------- |
| 1     | Áustria         | 2               |                  | 1                 | 3  | 1               |
| 2     | União Soviética | 1               |                  | 1                 | 2  | 3               |
| 3     | Tchecoslováquia | 1               |                  |                   | 1  | 5               |
| 4     | Reino Unido     |                 | 2                | 1                 | 3  | 1               |
| 5     | França          |                 | 1                | 1                 | 2  | 3               |
| 6     | Suíça           |                 | 1                |                   | 1  | 5               |
| TOTAL | TOTAL           | 4               | 4                | 4                 | 12 | —               |